# Heidschnuckenweg
Koordinaten: 53° 28′ 29,3″ N, 9° 49′ 9,5″ O
Der Heidschnuckenweg ist ein 223 km langer Weitwanderweg. Er führt in Nord-Süd-Richtung durch die Lüneburger Heide vom Bahnhof Hamburg-Neugraben-Fischbek zum Schloss Celle in Celle. Der 2012 eingeweihte Weg wurde vom Deutschen Wanderverband in die „Qualitätswege wanderbares Deutschland“ aufgenommen. Er wird vom Verein Naturparkregion Lüneburger Heide e. V. betreut.

## Wegverlauf
Der Weg verläuft auf seiner ganzen Länge parallel zum Europäischen Fernwanderweg E1 und kreuzt diesen immer wieder, daher eignen sich die beiden Wanderwege für die Hin- und Rücktour. Der Heidschnuckenweg beginnt am Bahnhof Hamburg-Neugraben, mit Anschluss an den Wanderweg E1, führt durch die Fischbeker Heide und die Harburger Berge vorbei an den Hügelgräbern des Archäologischen Wanderpfads in der Fischbeker Heide zum Karlstein. Weiter führt der Wanderweg am Naturschutzgebiet Buchenwälder im Rosengarten entlang, durch Langenrehm, über den Gannaberg, vorbei am Fernmeldeturm Rosengarten und kreuzt kurz hintereinander die Bundesautobahnen 261 und 1, um in Steinbeck erneut den Wanderweg E1 zu treffen.
Am Bahnhof in Buchholz besteht Anschluss an den E1 und den Heidepuzzle Wanderweg. Der Wanderweg führt weiter zum Brunsberg, in das Büsenbachtal mit Anschluss zum Freudenthalweg und weiter zum Bahnhof von Handeloh. Gleich hinter Handeloh beginnt die Lüneburger Heide. Der Wanderweg führt durch Wesel, mit Anschluss zum Heidepuzzle Wanderweg, und weiter nach Undeloh mit seinem Heide Erlebniszentrum. In Undeloh kreuzt der Wanderweg nochmals den E1, den Jakobusweg Lüneburger Heide und den Kultur-Findlinge Wanderweg. Der Abstecher Egestorf des Heidschnuckenweg führt nach Egestorf mit Anschluss an den Heidepuzzle Wanderweg, Kultur-Findlinge Wanderweg, Parcours der Augenblicke Wanderweg, Pastor Bode Wanderweg sowie den Jakobusweg nach Lüneburg. Durch große Heideflächen, deren Hauptblüte im August ist, führt der Wanderweg zum Wilseder Berg, Wilsede mit dem Heidemuseum Dat ole Huus und dem Totengrund.
In Wilsede besteht Anschluss an den Wanderweg E1, Freudenthalweg, Jakobsweg nach Lüneburg, Jakobsweg Lüneburger Heide, Pastor-Bode Wanderweg und Lila Krönung Wanderweg. In Niederhaverbeck führt der Abzweig Schneverdingen des Heidschnuckenweg nach Schneverdingen wo Anschluss zum nächsten Bahnhof, Lila Krönung Wanderweg und Jakobusweg Lüneburger Heide besteht. Der Wanderweg führt von Niederhaverbeck durch Behringen und kreuzt dort den Wanderweg E1. In Bispingen vorbei an der Kirche Ole Kerk, kreuzt der Heidschnuckenweg den Wanderweg E1 sowie den Hermann-Billung-Wanderweg. Ab Bispingen folgt der Weg dem Oberlauf der Luhe, am Abenteuerspielplatz Bispingen vorbei, bis zur Luhequelle. Der Wanderweg kreuzt die Bundesautobahn 7, führt am Naturschutzgebiet Ehbläcksmoor und dem Heide-Park vorbei zur Soltau-Therme in Soltau. Hier kreuzt der Heidschnuckenweg erneut den Wanderweg E1, den Hermann-Billung-Wanderweg, den Jakobsweg Lüneburger Heide sowie den Freudenthalweg. Ein paar Meter abseits vom Weg befindet sich der Bahnhof Soltau, das Heimatkundemuseum Soltau und das Spielzeugmuseum Soltau.
Über Feld- und Wiesenwege führt der Wanderweg nach Meinholz sowie dem Wittenmoor und folgt der Aue nach Wietzendorf, wo der Heidschnuckenweg den Wanderweg E1 und den Jakobsweg Lüneburger Heide kreuzt. Der Wanderweg geht am Löns-Stein vorbei über den Wietzer Berg im Naturpark Südheide. In Müden an der Kirche St. Laurentius vorbei, beginnt an der Brücke über die Örtze die Abkürzung Hermannsburg-Müden des Wanderweges nach Hermannsburg, während der Wanderweg an der Wassermühle und dem Heidesee vorbei nach Faßberg führt. Am Fliegerhorst vorbei geht es auf den Berg Faßberg, durch die Heideflächen im Naturpark Südheide, über den Haußelberg zum Bahnhof in Unterlüß. Der Wanderweg führt weiter durch Lutterloh, am Naturschutzgebiet Weesener Bach entlang über Weesen und trifft am Naturschutzgebiet Heideflächen mittleres Lüßplateau auf die Abkürzung Hermannsburg-Müden des Heidschnuckenweges sowie den Wanderweg E1 und den Jakobusweg Lüneburger Heide. Hier, in der Nähe des Löschwasserteiches mit dem Gedenkstein, entstand im August 1975 der große Brand in der Lüneburger Heide.
Durch große Waldgebiete, vorbei an Dehningshof mit der „Alten Fuhrmannsschänke“, führt der Heidschnuckenweg über Kohlenbach zum Segelflugplatz in Scheuen, wo erneut der Wanderweg E1 kreuzt. Durch Groß Hehlen führt der Wanderweg am Bahnhof Celle vorbei, kreuzt ein letztes Mal den Wanderweg E1 und den Jakobsweg Lüneburger Heide und führt weiter in die Innenstadt von Celle zum Schloss Celle, wo er am Jakobsweg Via Scandinavica abschließt.

## Zustand des Wanderweges
Der 223 km bzw. mit Abzweigen 278 km lange Heidschnuckenweg besteht laut OpenStreetMap aus:
- 84 km (30 %) schmalen Trampelpfaden
- 127 km (46 %) Wald- und Wiesenwegen
- 52 km (19 %) asphaltierten Wegen / Dorfstraßen
- 15 km (5 %) Landstraßen mit Fußweg.

Der öffentliche Personennahverkehr (ÖPNV) zwischen Bergen und Soltau wird nur sehr schwach bedient.

## Bilder vom Wanderweg

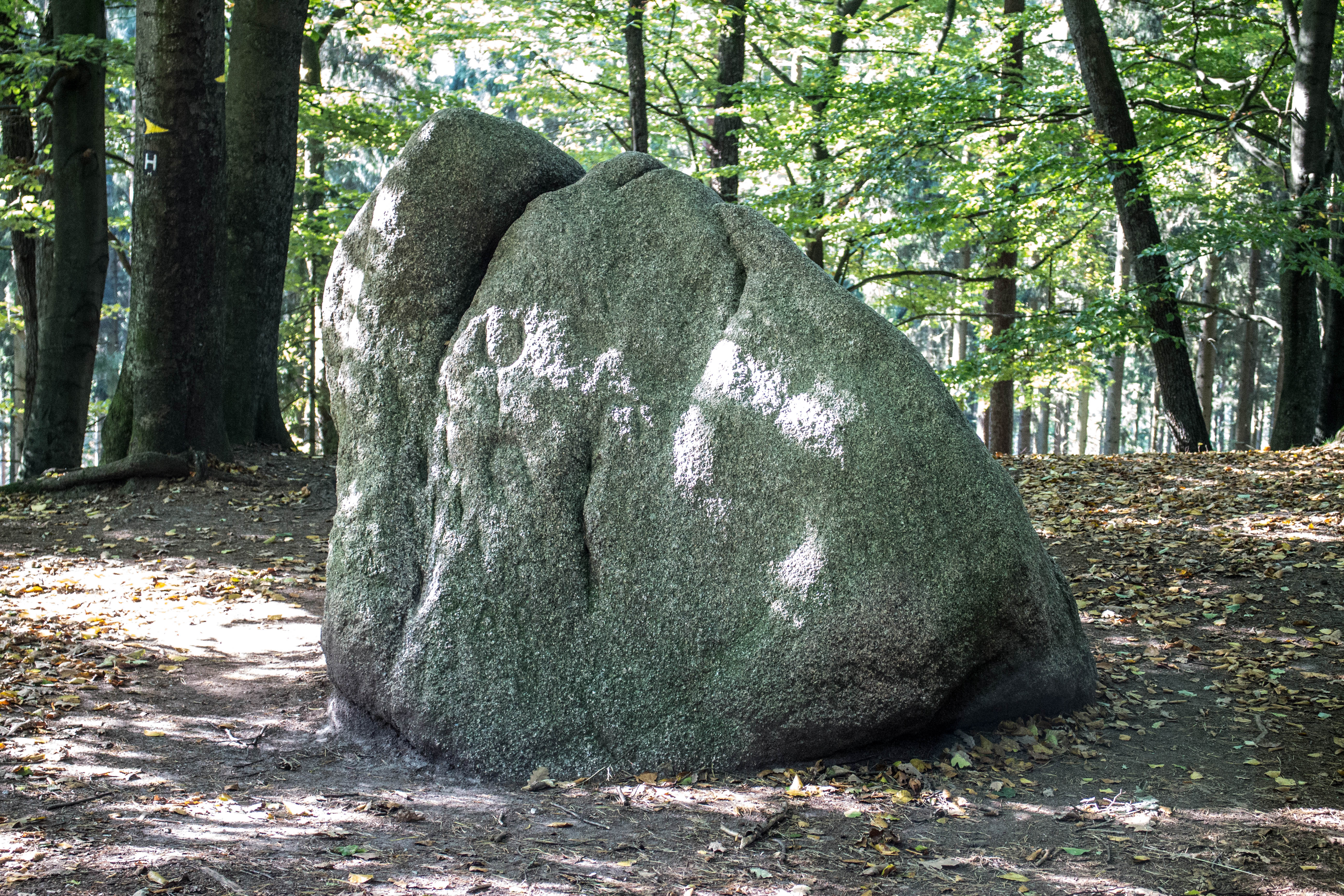
Karlstein bei Schwiederstorf
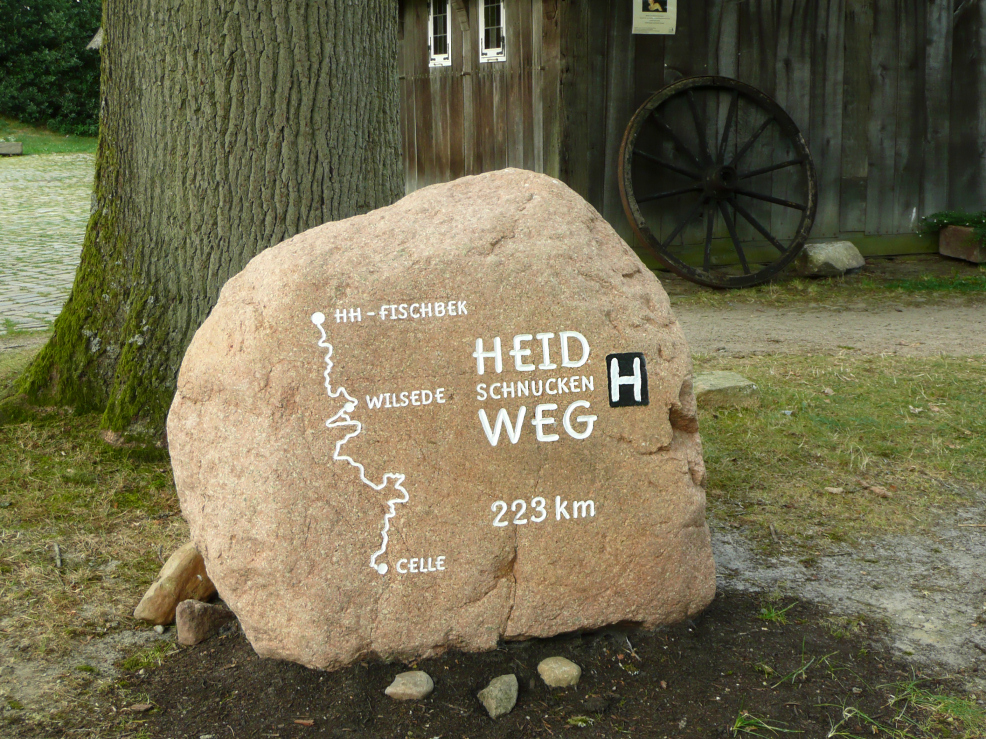
Stein vor dem Emhoff in Wilsede für den 2012 hier eröffneten Heidschnuckenweg
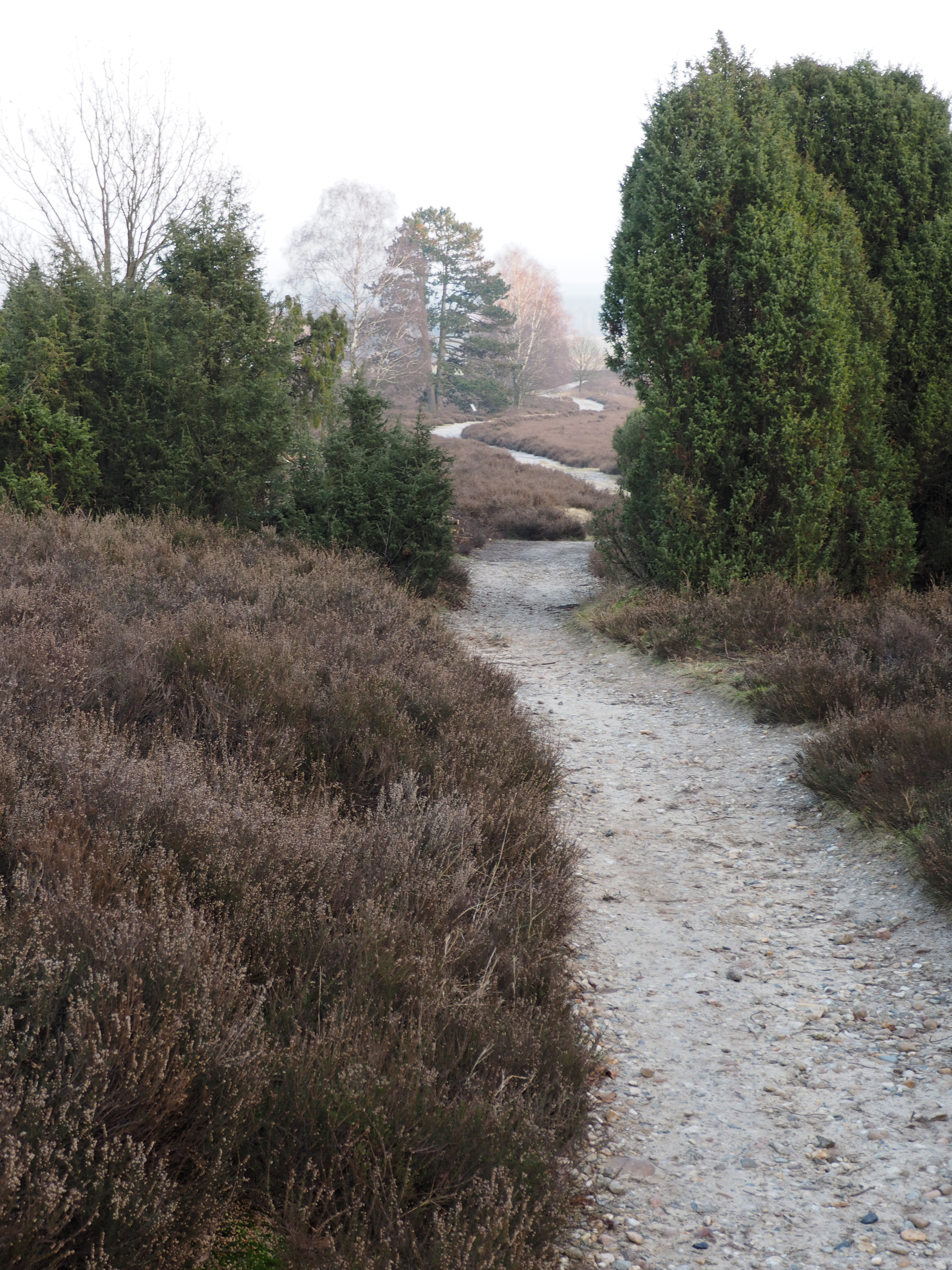
Im Naturpark Südheide Weg vom Wietzer Berg
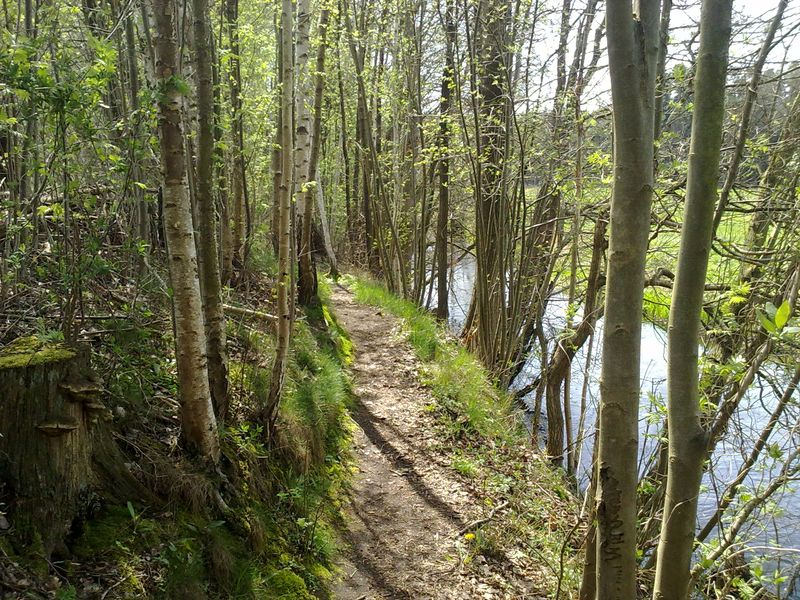
Heidschnuckenweg an der Örtze bei Poitzen
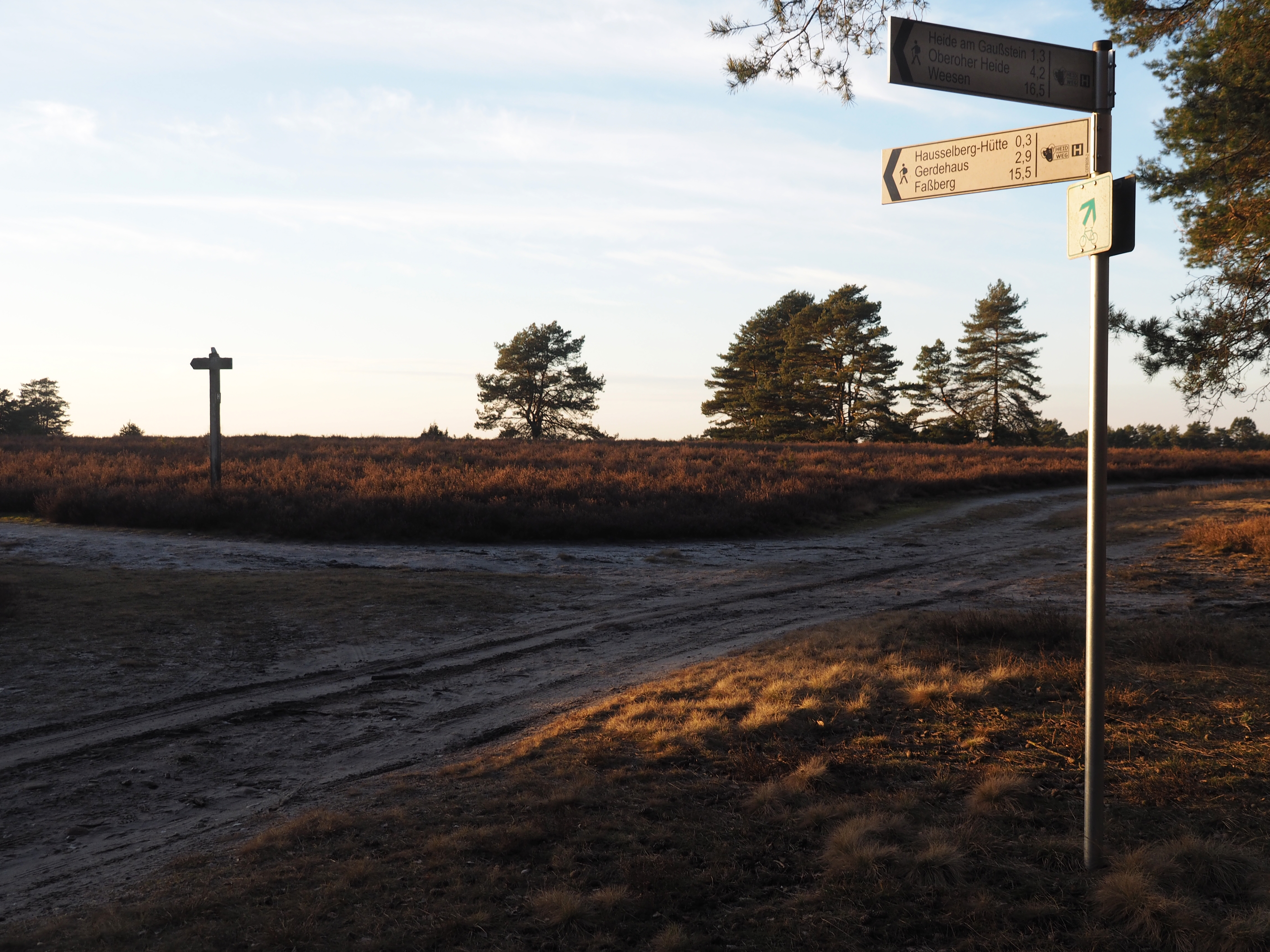
Weggabelung auf dem Haußelberg (118 m über NN)
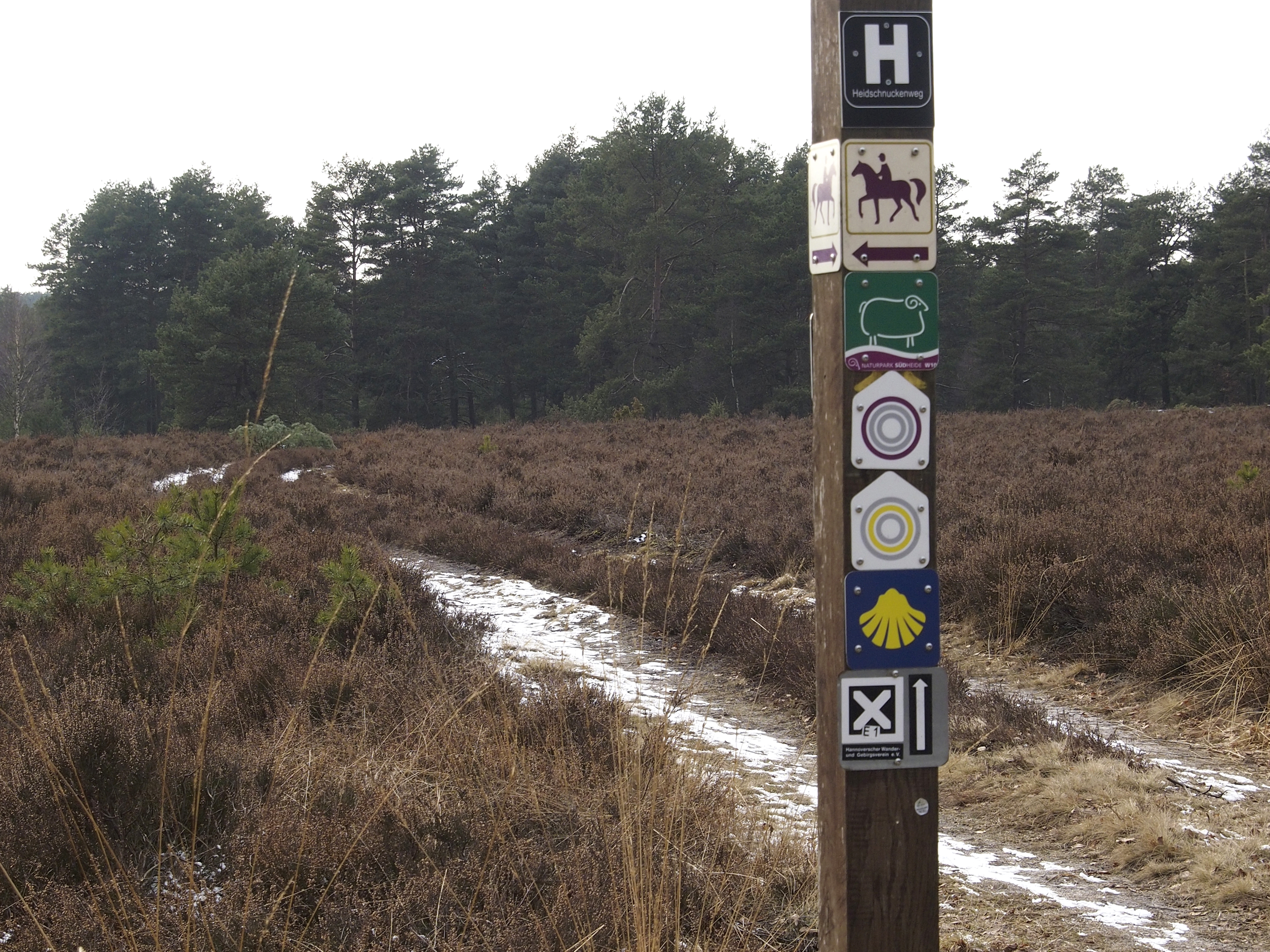
Im Naturpark Südheide, NSG Heideflächen mittleres Lüßplateau
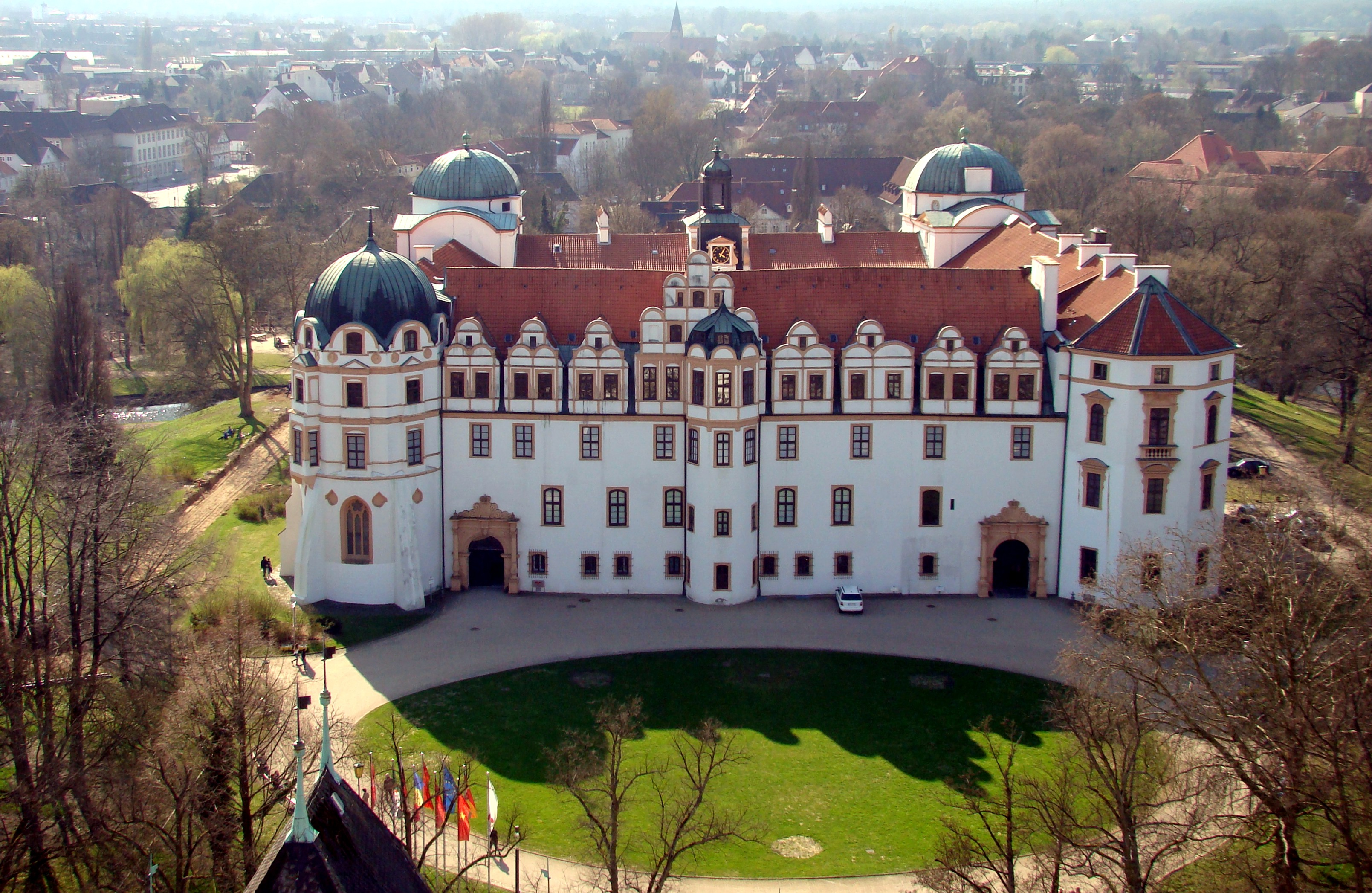
Celler Schloss